# Altair 8800

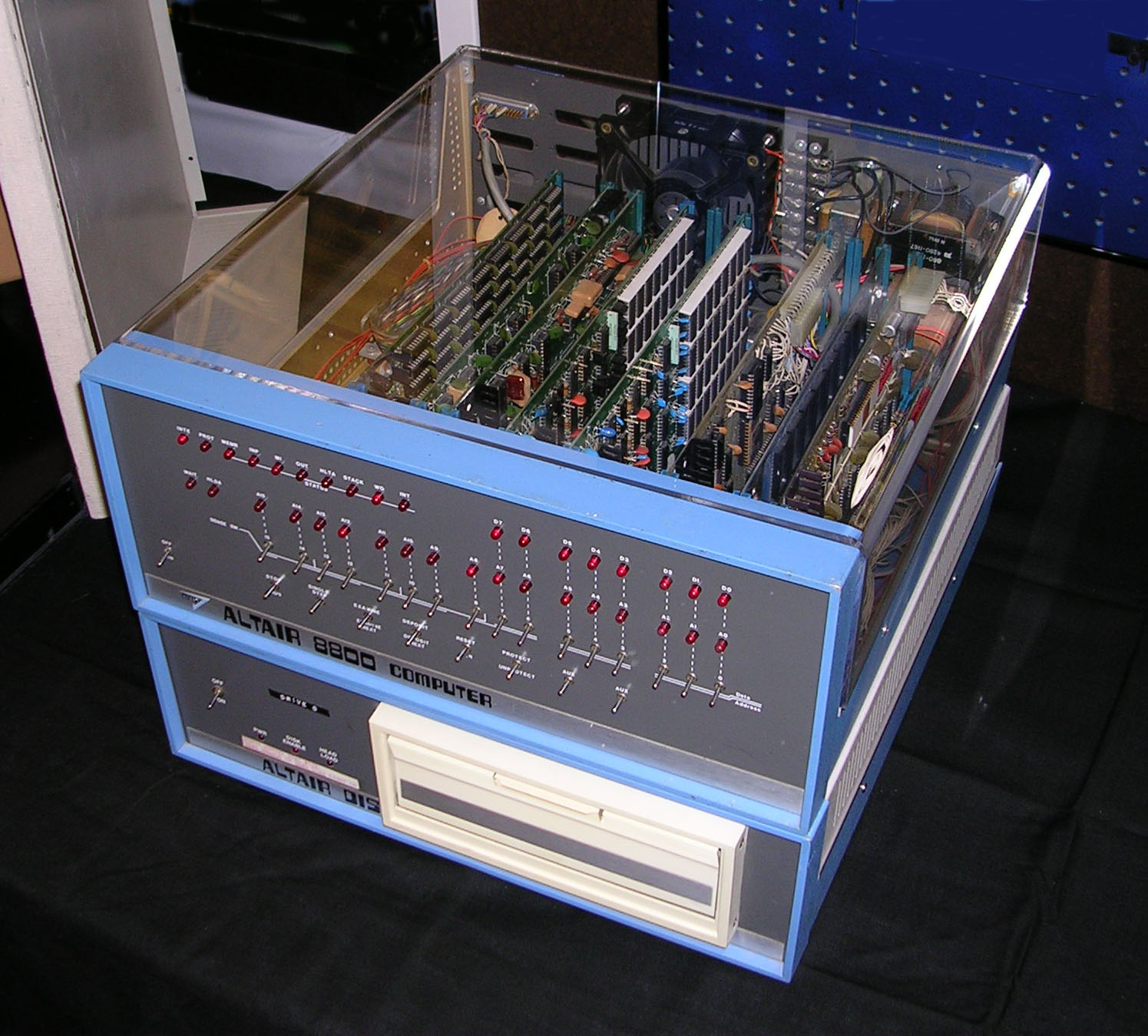
Altair 8800 s 8 palcovou disketovou mechanikou

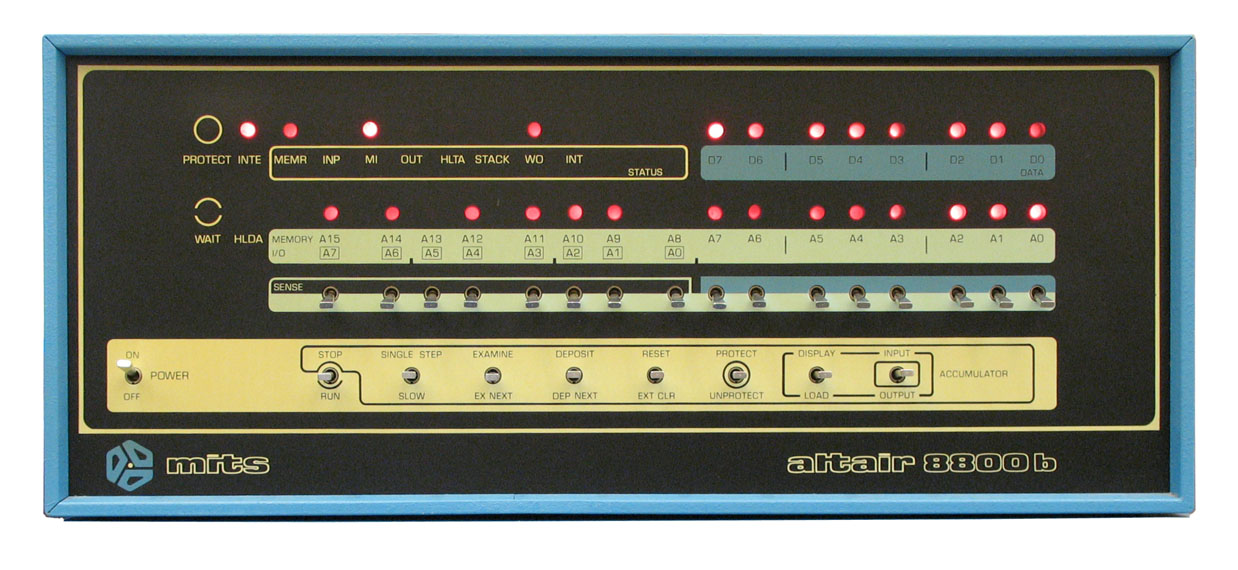
Přední panel počítače

Altair 8800 byl 8bitový mikropočítač založený na procesoru Intel 8080 a vyráběný společností MITS od konce roku 1974 ve stavebnicové verzi. Sběrnice Altairu se později stala de facto standardem jako sběrnice S-100. Počítač používal programovací jazyk Altair BASIC, který pro MITS vytvořil Microsoft. Díky své nízké ceně (400$) se stal oblíbeným.

## Popis
Koncepce počítače byla velmi modulární, v zásadě se veškeré komponenty připojovaly přes sloty na základní desku pomocí sběrnice S-100. 
Procesor Intel 8080 byl taktovaný na 2 MHz, paměť měla velikost 256 bytů, nicméně pro provoz BASICu bylo nutné paměť rozšířit přídavnou kartou. Data se ukládala na magnetickou pásku, později i na diskety.